# St. Raphael-Schulen Heidelberg
Die St. Raphael-Schulen in Heidelberg umfassen ein staatlich anerkanntes privates Gymnasium und eine Realschule.
Gegründet wurde die Schule im Jahre 1930 von Franziskanerinnen aus Nonnenwerth als katholische Mädchenrealschule Institut St. Raphael in Heidelberg-Neuenheim. 1940 wurde die Schule auf Erlass des Reichsministers für Wissenschaft, Erziehung und Volksbildung aufgelöst, die Schulgebäude unter anderem von der Firma Brown, Boveri & Cie benutzt, die als kriegswichtiger Betrieb aus Mannheim ausgelagert war.
Die Wiedereröffnung fand im Oktober 1945 statt. Seit 1960 existiert neben dem Gymnasium eine eigenständige Mädchenrealschule. Die Schulen sind heute in der Trägerschaft der Schulstiftung der Erzdiözese Freiburg.
Seit 1994 existiert am Gymnasium das damals einzigartige „Compassion“-Projekt. Dabei leisten Schüler der zehnten oder elften Klasse für zwei Wochen soziale Dienste in Altenheimen, Krankenhäusern, Bahnhofsmissionen und Kindergärten. Der Begriff geht auf den amerikanischen Präsidenten John F. Kennedy zurück; gemeint ist der Geist sozialer Solidarität. In der Zwischenzeit haben weitere Schulen diese Art des Praktikums übernommen.
Die Schule bietet zahlreiche freiwillige AGs an, darunter verschiedene Ensembles, Theater- und Sportgruppen. 
Aktueller Schulleiter ist Steffen Englert.
Schüleraktivitäten:
- Seit Schuljahr 2007/08: Umwelthefteverkauf
- Theater-AGs (2009 Gewinner des Gerhard-Storz-Preises mit „König Ödipus“; 2005 Gewinner des Schultheaterwettbewerbs in Berlin mit „Die Orestie“)

## Lehrer
- Theodor Buri (1879–1947), Geologe, Glaziologe und Gymnasialprofessor